# Višeslav
Višeslav (srbsko Вишеслав, Višeslav, grško starogrško Βοϊσέσθλαβος, Viséslavos)  ali Vojislav (srbsko Војислав, Vojislav) je bil prvi po imenu znani srbski vladar, ki je vladal okrog leta 780, * 8. stoletje, † 8. stoletje.
... potem, ko je umrl arhont Srb, ki je prebegnil k cesarju Herakliju, sta za njim zaporedoma vladala njegov sin in vnuk in nato po vrsti arhonti iz njegove rodbine. Po več letih se je rodil Višeslav (Βοισέσθλαβος). Njemu se je rodil Radoslav (Ροδόσθλαβος) in njemu  Prosigoj (Προσηγόης) in njemu Vlastimir (Βλαστίμηρος) ...
Srbija je bila v tistem času slovanska kneževina na Balkanu, podložna Bizantinskemu cesarstvu.  Na vzhodu je mejila z Bolgarijo. Višeslav je bil praoče srbske vladarske dinastije Vlastimirovićev, ki je vladala do 960. let. Bil je potomec Neznanega kneza, ki je pripeljal svoje ljudstvo v Dalmacijo in ustanovil dedno oblast pod bizantinsko suverenostjo. Višeslavovi predhodniki v De Administrando Imperio niso omenjeni. 

## Ozadje
Zgodovina zgodnjesrednjeveške Srbske kneževine in dinastije Vlastimirović je opisana v De Administrando Imperio (O upravljanju cesarstva, DAI), ki ga je napisal bizantinski cesar Konstantin VII. Porfirogenet (vladal 913–959). DAI navaja podatke o Srbih tudi iz srbskih virov. Med drugim omenja prvega srbskega vladarja – Neznanega kneza, ki je pripeljal Srbe s severa na Balkan. Dobil je zaščito bizantinskega cesarja Heraklija (vladal 610–641) in umrl dolgo pred invazijo Bolgarov leta 680. Slovani so napadali in naseljevali Balkan v 6. in 7. stoletju. Konstantin VII. trdi, da so bili vedno pod cesarjevo oblastjo. Njegov opis pokristjanjenja Srbov se datira v leta 632-638. Pokristjanjevanje bi lahko bilo izmišljeno ali resničeno, vendar omejeno na manjšo skupino plemenskih poglavarjev in za seboj ni pustilo nobenih sledi.
Po DAI je »pokrščena Srbija«, v zgodovinopisju napačno imenovana Raška (latinsko Rascia), obsegala »naseljena mesta« (kastra oikoumena)  Destinika, Cernabuski, Megiret, Dresnik, Lesnik in Salines (Tuzla), medtem ko je »mala pokrajina«  (chorion) Bosna, ki je bila del Srbije, obsegala mesti Katera in Desnik. Druge s Srbi naseljene pokrajine so bila Paganija, Zahumlje, Travunija in Duklja, ki je bila pod neposredno bizantinsko oblastjo, čeprav je bila domnevno naseljena s Srbi. Vse pokrajine so bile ob Jadranskem morju in so na severu mejile s pokrščeno Srbijo. Srbski vladar se je imenoval arhont Srbije. Prestol je nasledil vladarjev prvorojenec in tako naprej. Imen vladarjev do Višeslava DAI ne omenja.

## Zgodovina
Prvi po imenu znan vladar dinastije Vlastimirovićev je bil Višeslav, ki je začel vladati okrog leta 780 in je bil sodobnik frankovskega vladarja Karla Velikega (vladal 768-814). Srbi so bili v tistem času organizirani v župe, zveze vaških skupnosti, ki jih je vodil lokalni župan. Županstvo je bilo dedno. Župan je bil podrejen srbskemu knezu, kateremu je moral v vojni priti na pomoč.
V. Čorović trdi, da so Srbi sprva živeli izolirano po svojih starih plemenskih zakonih  in uradno priznavali bizantinsko oblast. Domači vladarji, veliki župani, so imeli pravico do dednega nasledstva. Zemlja je bila razdeljena med vladarjeve brate,  od katerih je imel najstarejši nekaj oblasti nad skupnostjo. Po teoriji zgodovinarja B. Radojkovića je bila Srbija »razdeljena kneževina«, v kateri je bil Višeslav samo vrhovni vojaški poveljnik (veliki vojvoda), ki si je kasneje prisvojil absolutno oblast in se pretvoril v dednega vladarja – velikega župana. Srbska skupnost  se je s tem po 150 letih bivanja v novi domovini v vojaški demokraciji pretvorila v srbsko državo.  Radojkovićevo teorijo je S. Ćirković v celoti zavrača.
Četudi je Višeslav omenjen samo po imenu, DAI omenja, da so Srbi služili bizantinskemu cesarju in v tistem času živeli v miru s sosedi  Bolgari. Bolgarski vladar Telerig je nameraval kolonizirati Bolgarijo s slovanskimi Berziti iz bizantinske Makedonije,  ker je ekspanzija Bolgarov povzročila masovno izseljevanje Slovanov in depopulacijo Bolgarije. Leta 762 je iz Bolgarije pobegnilo več kot 200.000 prebivalcev, ki so se nato naselili v Mali Aziji. Bolgare je leta 774 porazil cesar Konstantin V. (vladal 741-775), ko je izvedel, da načrtujejo plenilski pohod. Bolgari so leta 773 v dolini Vardarja presekali povezave med Srbijo in Bizantinskim cesarstvom. Leta 783 je izbruhnil velik upor Slovanov, ki je zajel ozemlje od Makedonije do Peloponeza. Upor je zatrl bizantinski patricij Stavrakij.   V Panoniji severno od Srbije je začel frankovski vladar Karel Veliki obsežno ofenzivo proti Avarom. Dalmacija je bila v tistem času  trdno povezana  z Bizantinskim cesarstvom,  v obdobju 789-810 pa so se zaradi nje  začeli bizantinsko-frankovski spori. O Slovanih v dalmatinskem zaledju takratni viri ne poročajo. Ko so se konflikti leta 812 končali, so Franki zasedli dalmatinsko obalo, Bizantinci pa so obdržali dalmatinska mesta.

## Zapuščina
Višeslava je nasledil sin Radoslav in njega vnuk Prosigoj. Eden od njiju je vladal med uporom Ljudevita Posavskega v Spodnji Panoniji proti Frankom (819-822). Po pisanju v Einhardovih Analih Frankovskega kraljestva je Ljudevit iz svojega sedeža v Sisku leta 822 pobegnil k Srbom, verjetno nekam v zahodno Bosno, ker Einhard omenja, da so »Srbi obvladovali večji del Dalmacije« (ad Sorabos, quae natio magnam Dalmatiae partem obtinere dicitur). 
Višeslavov pravnuk Vlastimir je začel vladati okrog leta 830. Je najstarejši srbski vladar, o katerem obstaja veliko podatkov. Od leta 839 do 842 se je tri leta vojskoval z bolgarskim kanom Presijanom in v vojni zmagal. Dolgoživost dinastije Vlastimirovićev kaže na stabilnost monarhov in države. Imena srbskih knezov do Mutimirja (vladal 851–891)  so slovanska in skladna s starim slovanskim  izročilom, po pokristjanjenju Srbov v 9. stoletju pa so imena postala krščanska. V Kroniki dukljanskega duhovnika (KDD), ki je bila napisana krog leta 1300-1310 in se šteje kot nezanesljiv vir, imena naslednjih štirih srbskih niso omenjena.  KDD namesto njih omenja več zgodovinsko nepotrjenih in legendarnih vladarjev Sevlada, Selimirja, Vladina in Ratimirja, ohranja pa patrilinealno nasledstveno tradicijo. Zgodovinar   Panta Srećković (1834–1903) je prepričan, da avtor KDD kot krščanski  duhovnik imen ni zapisal zato, ker so bili pogani in so morda preganjali kristjane.